# Ruben Nicolai
Ruben Iskander Nicolai (Lanaken, 8 mei 1975) is een in België geboren Nederlands-Franse cabaretier en televisiepresentator. Hij kreeg bij het grote publiek vooral naamsbekendheid door zijn deelname aan het programma De Lama's.

## Biografie

### Cabaret
Nicolai werd geboren als jongste in een gezin van drie kinderen in het Belgische Lanaken. Het gezin woonde tijdelijk in België, omdat zijn vader in Maastricht werkte. Later verhuisde de familie Nicolai terug naar Nederland. Nicolai woonde tijdens zijn lagereschooltijd in Nijmegen, later in Arnhem. Hij zat op het Stedelijk Gymnasium Nijmegen, het Stedelijk Gymnasium Arnhem en het Dorenweerd College. Hij studeerde Theater-, film en televisiewetenschappen in Utrecht. Begin 2002 startte hij samen met Nathan Vecht zijn cabaretcarrière als het cabaretduo Ruben & Nathan. Op Koninginnedag 2002 maakten zij van een kraakpand in het centrum van Amsterdam het kleinste theater van de hoofdstad: 31 zit- en 4 staanplaatsen. Hier speelden zij hun eerste cabaretprogramma Uitverbaasd. Een half jaar later wonnen ze Cameretten in het Nieuwe Luxor Theater in Rotterdam.

### BNN en De Lama's
Van 2004 tot 2005 toerden Nicolai en Vecht door Nederland met het programma Integere Types. In 2004 werd Nicolai vaste medewerker van het BNN-programma De Lama's, dat in 2006 de Gouden Televizier-Ring won. In het televisieseizoen 2006/2007 presenteerde Nicolai de BNN-programma's Je zal het maar hebben en Rat van Fortuin. Ook was hij medepresentator van het programma Try Before You Die, waarin hij onder andere leerde koorddansen, inbrak bij BNN-voorzitter Patrick Lodiers, fotografeerde voor Playboy en een gastrol in de soapserie As the World Turns op zich nam. In 2007 werd Nicolai als presentator genomineerd voor de Zilveren Televizier-Ster, maar hij won deze niet.
In het seizoen 2007-2008 was Nicolai te zien in de Lama-Theatertour. Ook presenteerde hij de tweede reeks van Je zal het maar hebben in 2008, evenals, samen met Patrick Lodiers, de jaarlijkse IQ-test van BNN in datzelfde jaar. Voorts was hij te zien in het nieuwe programma Ruben vs Sophie. In 2008 speelde Nicolai, samen met de crew van De Lama's en de presentator (Jeroen van Koningsbrugge, Tijl Beckand, Ruben van der Meer en Patrick Lodiers), een clip getiteld Lekker gewoon, die ook door hen wordt gezongen. Daarnaast deed hij mee aan Ranking the Stars, een programma van BNN.
Nicolai werd in 2008 weer genomineerd voor een Zilveren Televizier-ster, maar verloor van Paul de Leeuw. In 2009 was er weer een nominatie voor Nicolai. Ditmaal wist hij de Televizier-ster wel te winnen. Hij versloeg Matthijs van Nieuwkerk en Johnny de Mol.

### AVRO
Per 1 januari 2009 stapte hij samen met Lama-collega Beckand over naar de AVRO. In 2009 tekende Nicolai samen met Beckand en Van der Meer voor het nieuwe AVRO-programma Budget TV, maar ook Zóóó 30 samen met Chantal Janzen. Eind 2009 zou Nicolai te zien zijn in de film Odessa Star, samen met collega's van De Lama's, maar dit plan werd geannuleerd.
Samen met Beckand en Van der Meer toerde Nicolai langs theaters met de voorstelling Budget Jongerendag, hetgeen later ook een programma zou worden: Budget TV. Dit programma keerde vanwege lage kijkcijfers niet meer terug op de buis. Wel toerden zij een jaar later met een soortgelijke voorstelling door het land onder de noemer Club Melchior.
Daarnaast nam Nicolai in 2009 ook de rol van 'jury' op zich in het nieuwe programma Wie is mijn ex? gepresenteerd door Chantal Janzen. In december 2009 presenteerde hij het tv-programma Maximum Bereikt, waarin hij met een budgetcoach van het Nibud mensen hielp om uit de schulden te komen.
Vanaf 15 december 2009 presenteerde Nicolai ook voor de AVRO het programma 71° Noord, dat voorheen door RTL 5 uitgezonden werd. Hij volgde hierin Ernst-Paul Hasselbach op, die tijdens de opnamen van het seizoen ervoor om het leven was gekomen na een auto-ongeluk in Noorwegen. Verder presenteerde hij aan het einde van dat jaar Take it or Leave it, het eindejaarsprogramma van de AVRO, waarin gekeken welke voorwerpen/nieuwsberichten meegingen naar 2010 en wat achterbleef in 2009.
Op 10 februari 2010 presenteerde Nicolai het eenmalige programma Zóóó Rechts, samen met Regina Romeijn. Twee dagen later startte het tv-programma Gehaktdag, dat hij samen maakte met Beckand en Horace Cohen. Hierin werden bekende Nederlanders door middel van humoristische speeches geëerd.

### Opnieuw BNN
Op 1 januari 2011 keerde Nicolai terug naar BNN. Hier presenteerde hij Doe Maar Normaal (met Sander Lantinga) en De allerslechtste chauffeur van Nederland. In de finale van het eerste seizoen van het tv-programma De allerslechtste chauffeur van Nederland werd Nicolai aangereden door de "winnaar" van het programma. Hij moest worden opgenomen in het ziekenhuis, maar kwam hier uiteindelijk met een aantal lichte verwondingen vanaf.
Nicolai was tevens presentator van het programma De Man met de Hamer, dat met een panel van bekende Nederlanders geld inzamelde voor Serious Request. Sinds 15 september 2011 presenteerde hij het programma Topmanager gezocht. In december 2011 begon er tevens een nieuw seizoen van Ruben vs Sophie, opgenomen in Los Angeles.
In december 2012 presenteerde Nicolai de televisie-uitzending van de prijsuitreiking van de Gouden Loeki.
In 2013 presenteerde Nicolai op BNN het programma Golden Oldies, waarin een groep 70+-ers nog voor één keer wilde rocken; zij stonden uiteindelijk in een uitverkocht Carré. Ook presenteert hij de opvolger van De allerslechtste chauffeur van Nederland, namelijk De allerslechtste echtgenoot van Nederland. De allerslechtste chauffeur van Nederland keerde later ook weer terug.
In 2013 was Nicolai te zien in zijn eigen quiz R.U.B.E.N.. Hierin was hij niet alleen presentator maar ook deelnemer, waarbij hij het opnam tegen drie bekende Nederlanders. Van dit programma was in 2012 al een pilot te zien als onderdeel van BNN's TV Lab.
Op 3 november 2014 begon het vervolg van Ruben vs Sophie en Ruben vs Katja, namelijk Ruben vs Geraldine. In dit seizoen streden Ruben en Geraldine tegen elkaar, dit keer in Canada.
Op 9 maart 2015 werd door BNNVARA bekendgemaakt dat Nicolai, na een ruime vier jaar, per 1 april niet meer werkzaam zou zijn voor deze - inmiddels gefuseerde - omroep.

### RTL 4
Twee weken na het bekendmaken van zijn vertrek bij BNNVARA tekende Nicolai op 24 maart 2015 een contract bij RTL 4. Hier werd hij presentator van Professor Nicolai en Dr. Beckand, waarin hij na vijf jaar werd herenigd met Tijl Beckand. Daarnaast werd hij presentator van zowel Beste Kijkers als een nieuwe versie van 5 tegen 5.  
In maart 2016 presenteerde Nicolai het tweede seizoen van Beste Kijkers en in april van dat jaar keerde hij samen met Tijl Beckand terug in het tweede seizoen van Professor Nicolai en Dr. Beckand. Daarnaast was Nicolai als presentator te zien in een nieuw seizoen van Idols en het programma Grillmasters waarin duo's het opnemen om de beste bbq'er van Nederland te worden. Hij werd in september 2016 een van de vaste presentatoren van RTL Boulevard.
Sinds oktober 2017 is Nicolai, evenals Van Koningsbrugge met wie hij al had samengewerkt bij De Lama's, een van de teamcaptains in het door Linda de Mol gepresenteerde programma Oh, wat een jaar!. In 2018 verscheen Nicolai als teamcaptain van het programma Wie ben ik? en ook als teamcaptain in het programma Holland-België. Sinds 2019 presenteert Nicolai de televisieprogramma's The Masked Singer en Ik weet er alles van!. Ook presenteert hij sinds 2020 LEGO Masters m.u.v de finale van seizoen 2 en seizoen 3 die gepresenteerd werden door Jamai Loman vanwege ziekte en een drukke agenda.
In april 2024 verving hij met het programma Beste Kijkers Matthijs van Nieuwkerk die in deze maand zou terugkeren op TV met een nieuwe talkshow. Deze comeback werd in februari van dat jaar geschrapt vanwege het rapport van de Commissie van Rijn over misstanden bij de Publieke Omroep.

## Overzicht programma's

### Acteur
- De Lama's - Lama (2004-2008)
- Koppels - Leopold (2006)
- As the World Turns - Barman Frank (2006)
- De TV Kantine - Gomez Addams (2010, 2018)
- Walhalla - Bart Jan Mosterd (2011)
- De TV Kantine - Waussie (2016)
- Bon Bini Holland 2 - zichzelf, als presentator van RTL Boulevard (2018)

### Presentator
BNN / AVRO
- Je zal het maar hebben (seizoen 5-7)
- Rat van Fortuin (2006-2007)
- Try Before You Die (2006-2008)
- Ruben vs Sophie (2008-2012)
- De Nationale IQ Test - Nederland (2008-2015)
- Budget TV (2009)
- 71° Noord (2009)
- Doe Maar Normaal (2011-2012)
- De allerslechtste chauffeur van Nederland (2011-2013)
- De man met de hamer (2011)
- Ruben vs Katja (2013)
- Ruben vs Geraldine (2014)
- Golden Oldies (2013)
- R.U.B.E.N. (2013)
- De Avond van de Filmmuziek (2014-2015)

RTL 4
- Professor Nicolai en Dr. Beckand - met Tijl Beckand (2015-2018)
- Beste Kijkers (2015-2020, 2023-heden)
- 5 tegen 5 (2015)
- Carlo's TV Café (2015)
- RTL Boulevard (2016-2020)
- De Nationale Gezondheidstest - met Wendy van Dijk (2016)
- Grillmasters (2016)
- Staatsloterij: Puur Geluk (2016)
- Oh, wat een jaar! - als teamleider (2017-heden)
- Wie ben ik? - als teamleider (2018-2021)
- RTL Gezondheidstest - met Wendy van Dijk (2018)
- Holland-België - als teamleider (2018-2020)
- Ik weet er alles van! (2019-heden)
- The Masked Singer (2019-heden)
- Lego Masters (2020-2021, 2024-heden)
- Ik weet er alles van! VIPS (2020-heden)
- De Erfgenaam (2020-heden)
- Make Up Your Mind - als panellid (2021, 2025)
- Ik weet er alles van! Junior (2021-heden)
- Oh, wat een Kerst! - als teamleider (2021)
- Volg je me nog? (2022)
- Domino Challenge (2022) m.u.v. de finale vanwege ziekte.
- The Big Show met Ruben Nicolai (2022)
- Doet-ie 't of doet-ie 't niet (2024-heden)
- Te land, ter zee en in de lucht (2024-heden)
- Pandora's Box (2025)

RTL 5
- Idols - met Lieke van Lexmond (2016-2017)
- Boxing Stars - met Olcay Gulsen (2018)

### Deelnemer/gast
- JENSEN! (2006)
- De Wereld Draait Door (2006, 2007, 2008, 2009, 2009)
- Pauw & Witteman (2006, 2010)
- Katja vs De Rest (2007)
- Ik hou van Holland (2008, 2012)
- Ranking the Stars (2008)
- MaDiWoDoVrijdagshow (2010)
- Life4You (2011)
- Knevel & Van den Brink (2011, 2013, 2014)
- RTL Late Night (2013)
- De Kwis (2014)
- Typisch Carlo & Irene (2014)
- Pauw (2014, 2015)
- De Jongens tegen de Meisjes (2015)
- De Winter Voorbij (2015)
- Weet ik Veel (2016)
- De Grote Improvisatieshow (2015, 2016)
- Het zijn net mensen (2016)
- Zullen we een spelletje doen? (2017)
- It Takes 2 (2017)
- The Big Music Quiz (2017)
- Wie ben ik? (2018)
- De Kluis (2019)
- Het Jachtseizoen (2020)
- Beat the Champions (2021)
- Secret Duets (2022)
- Make Up Your Mind (2023)
- Casa di Beau (2024)

### Nasynchronisatie
- De kleine prins (2015) - De Vos
- The Angry Birds Movie (2016) – Leonard
- The Angry Birds Movie 2 (2019) – Leonard
- Playmobil: The Movie (2019) - Rex Dasher

## Marcelino Wunderlich
Marcelino Wunderlich is een alter ego van Ruben Nicolai. Wunderlich is de zoon van Klaus Wunderlich, een Duits muzikant.
Het personage ontstond in het BNN-televisieprogramma Ruben vs Katja, waarin Nicolai in verschillende opdrachten streed tegen Katja Schuurman. In aflevering 3, welk in het teken stond van Duitsland, moesten de presentatoren een schlager schrijven en zingen. De zelfgeschreven liedjes werden beoordeeld door Dennie Christian. Nicolai verloor deze opdracht van Katja met het liedje "König Alcohol".
Marcelino Wunderlich was ook te zien als presentator van het Coen und Sander Fest van Coen Swijnenberg en Sander Lantinga in de Heineken Music Hall op 29 november 2013, en bij Serious Request op 21 december 2013. Op 23 december 2013 kwam het kerstnummer "Bitte Schnee" uit op iTunes, waarvan de opbrengst volledig ten goede kwam aan Serious Request.
In april 2015 verscheen zijn single "Verdammt ich lieb mich".
Sinds 2015 verschijnt Marcelino ook in radio- en televisiereclames van het telecombedrijf Youfone. Sinds januari 2016 is de nieuwe single "Klein Slokje Klingeling" uit op Spotify.

## Prijzen
In 2002 won Nicolai samen met Nathan Vecht in het Nieuwe Luxor Theater in Rotterdam Cameretten. In 2006 won hij met De Lama's de Gouden Televizier-Ring.
Op 23 oktober 2009 won Nicolai de Zilveren Televizier-ster. Hij versloeg hierbij Matthijs van Nieuwkerk en Johnny de Mol.

## Privéleven
- Nicolai is vader van twee dochters.
- In 2014 kwam hij er in het programma Verborgen verleden achter dat hij via zijn moeders kant (de adellijke familie Van Tuyll van Serooskerken) een nazaat is van zowel Karel de Grote als Willem van Oranje als Witte de With. In 2023 deed hij mee aan Make Up Your Mind onder de dragnaam Busty Blue, een verwijzing naar zijn blauwe bloed.